# Betpouy
 Betpouy  es una comuna y población de Francia, en la región de Mediodía-Pirineos, departamento de Altos Pirineos, en el distrito de Tarbes y cantón de Castelnau-Magnoac.
Su población en el censo de 1999 era de 72 habitantes.
Está integrada en la Communauté de communes du Magnoac.

## Demografía
| 52 | 69 | 65 | 68 | 81 | 72 | 73 |
| Para los censos de 1962 a 1999 la población legal corresponde a la población sin duplicidades (Fuente: INSEE [Consultar]) |    |    |    |    |    |    |